# Chrysogorgia sibogae
Chrysogorgia sibogae is een zachte koraalsoort uit de familie Chrysogorgiidae. De koraalsoort komt uit het geslacht Chrysogorgia. Chrysogorgia sibogae werd in 1902 voor het eerst wetenschappelijk beschreven door Versluys.